# Одрадне (Шосткинський район)
Одра́дне — село в Україні, у Березівській сільській громаді Шосткинського району Сумської області. Населення становить 2 осіб.

## Географія
Село Одрадне розташоване на відстані 1.5 км від сіл Жалківщина, Попівщина та Горіле.

## Назва
На території України 5 населених пунктів із назвою Одрадне.

## Історія
12 червня 2020 року, відповідно до розпорядження Кабінету Міністрів України № 723-р «Про визначення адміністративних центрів та затвердження територій територіальних громад Сумської області», село увійшло до складу Березівської сільської громади.
19 липня 2020 року, в результаті адміністративно-територіальної реформи та ліквідації Глухівського району, село увійшло до складу новоутвореного Шосткинського району.